# الإسلام في خندق (كتاب)
كتاب الإسلام في خندق  هو كتاب من تأليف الدكتور مصطفى محمود يتحدث فيه عن أن الناس يفهمون الدين على أنه مجموعة الأوامر والنواهي ولوائح العقاب وحدود الحلال والحرام، ولا يعلمون أن الدين شيء أعمق وأشمل وأبعد من ذلك.
الدين هو الحب القديم الذي جئنا به إلى الدنيا والحنين الدائم الذي يملأ شغاف قلوبنا إلى الوطن الأصل الذي جئنا منه، والعطش الروحى إلى النبع الذي صدرنا عنه ولا نفيق على هذا الحنين إلا لحظة يحيطنا القبح والظلم والعبث والفوضى والاضطراب في هذا العالم، ولحظتها نهفو إلى ذلك الوطن الأصل الذي جئنا منه ونرفع رؤوسنا في شوق وتلقائية إلى السماء وتهمس كل جارحة فينا يالله أين أنت؟ ولحظة نخطئ ونتورط في الظلم وننحدر إلى دركات الخسران فننكس الرؤوس في ندم وندرك أننا مدانون، مسؤولون فذلك هو الدين ذلك الرباط الخفى من الحنين لماض مجهول.

## مقدمة الكتاب
الإسلام في خندق..
الإرهاب يحاصره عن شمال..
و العلمانيه تضرب فيه من يمين..
و أطماع الغرب الاستعماري تهدده من الأمام..
و تخاذل الدول العربية وتفككها يهدده من وراء..
و الاميه الإسلاميه تضرب عليه خيمة اليأس..
ما المصير..؟
و ما المخرج..؟
هذا موضوع كتابنا.
مصطفى محمود

## مقتطفات من الكتاب
- «ليس عليك هداهم ولكن الله يهدي من يشاء» «ليس لك من الأمر شيء أو يتوب عليهم أو يعذبهم» وهذا كلام الله لنبيه الكامل الذي وصفه بأنه على خلق عظيم فماذا يكون قوله للحثالة الإرهابية التي تخرج على الناس بالمدافع الرشاشة لتهديدهم. لقد كذبوا جميعاً ولا علاقة لهم بإسلام ولا بدين، إنما هم عملاء في أيدٍ أجنبية تحركهم.. والصحافة التي تصفهم بالإسلاميين المتطرفين تشوه الإسلام وتنعته بما ليس فيه.. وهي علينا وليست معنا.
- يسأل السائلون دائماً: ولماذا المسلمون متخلفون وفي الذيل من دول العالم؟ ولماذا هم أكثر الدول تأخراً وضعفاً رغم كثرتهم ورغم ثرواتهم..؟! فـأقـــول؛ لانهم فهموا إسلامهم فهماً خاطئاً.. فهموا الإسلام على انه تواكل واعتزال وزهد وسلبية وخضوع وخنوع واسقاط للتدبير. فكل ما يحدث أمامهم من ظلم فهو من قدر الله، ولا يجوز الاعتراض على قدر الله ! فهموا الإسلام على انه استسلام للمخلوقين ولقهر الظروف ولظلم الطغاة..! وأسموا كل ذلك قدراً لا يصح الخروج عليه..! وأن الله هو الفاعل وليس للمخلوق فعل ولا عمل إلا التسليم والرضى..! وآخرون منهم تجمدوا على النصوص وتحجروا على الالفاض وتوقفوا عند سلفية محدودة مقفلة داخل ظروفها وتاريخها، فدخلوا كهفاً حياتياً باختيارهم وأصبحوا حفريات دينية..! والمسلمون أكثر الناس تلاوه لكتابهم ترتيلا وتجويدا ولكنهم قعود دائما وفي حالة سكون لا يتقدمون يقرأون كتابهم بعيون الموتى فلا تطلق فيهم الايات قوة دافعه للحركه والعمل والبحث والاختراع مع ان القرآن كتاب حركه وعمل. لقوله تعالى: (قل سيروا في الأرض فانظروا كيف بدأ الخلق) (قل انظروا ماذا في السموات والارض) (وقل اعملوا فسيرى الله عملكم)[4]

## وصلات خارجية
- فيديو حلقات الدكتور مصطفى محمود.
- مدونة الدكتور مصطفى محمود.
- «كان نائماً في سكينة تامة لم يستيقظ منها»: ابنة مصطفى محمود لـ«العربية.نت»: العالم الكبير رحل في هدوء، العربية نت، 31 أكتوبر 2009.
- صفحة مصطفى محمود على موقع أبجد
- صفحة اقتباسات مصطفى محمود على موقع أبجد
- صفحة باسم الدكتور رائعة على الفيس بوك
- الفيلم الوثائقي العالم والايمان على اليوتيوب
- محمود تحميل كتب الدكتور مصطفى محمود كاملة pdf